# Синій — найтепліший колір
«Синій — найтепліший колір» (фр. «Le bleu est une couleur chaude») — французький комікс від Жюлі Марох, що вийшов у видавництві «Glénat» у березні 2010 року. Комікс розповідає історію кохання між двома юними жінками у Франції на рубежі 2000-х років. Абделатіф Кешиш адаптував цю історію в кіно у фільмі 2013 року під назвою Життя Адель, який отримав Золоту пальмову гілку на Каннському кінофестивалі 2013 року.

## Синопсис
Клементина навчається в ліцеї, проводить час з друзями, у неї є хлопець, якому вона дуже подобається. Але її мучать внутрішні муки, вона відчуває себе дуже самотньою і мріє, щоб поруч була по-справжньому близька людина. У той день, коли Клементина зустрічає Емму, молоду художницю з синім волоссям, її життя різко змінюється. Екстравагантна Емма підкорює Клементину своєю яскравістю, незалежністю, сміливістю суджень... Емма відкриває Клементині всі грані почуття, допомагає їй навчитися не соромитися своїх бажань і емоцій. Клементина кидається в цю пристрасть, як у вир. Відтепер її чекають важкі випробування: ревнощі; зрада і презирство тих, кого вона ще недавно вважала друзями; повний розрив з батьками. І щастя з Еммою виявляється таким важким, що у Клементини вже не залишається ні сил, ні бажання жити...

## Історія створення
Джулі Маро розпочала створення коміксу, коли їй було 19 років. Їй знадобилося п'ять років, щоб закінчити його.
Комікс отримав підтримку французької громади Бельгії.
З 27 по 30 січня 2011 року цей комікс був відзначений на Фестиваль Ангулем 2011, де він став частиною офіційної добірки. Під час цього заходу синій-теплий колір. Під час цього фестивалю комікс також був нагороджений преміями Fnac-SNCF, які обираються громадськістю.

## Нагороди
- Prix Jeune Auteur на Salon de la BD et des Arts Graphiques у Рубе 2010 року;
- Prix Conseil Régional на фестивалі у Блуа 2010 року;[1]
- Fnac-SNCF Essential на Міжнародному фестивалі коміксів в Ангулемі 2011 року;
- Diplôme "Isidor" of the website altersexualite.com[2]
- Prix BD des lycéens de la Guadeloupe[3]
- Prize of the best international album під час Festival international de la bande dessinée d'Alger[fr] у 2011 році.[4]

## Міжнародні видання та переклади
| #  | Мова          | Назва                             | Видавництво              | Рік  | ISBN                   |
| -- | ------------- | --------------------------------- | ------------------------ | ---- | ---------------------- |
| 1  | французька    | Le bleu est une couleur chaude    | Glénat – Hors collection | 2010 | ISBN 978-2-7234-6783-4 |
| 2  | іспанська     | El azul es un color cálido        | Dibbuks                  | 2011 | ISBN 978-84-92902-44-6 |
| 3  | нідерландська | Blauw is een warme kleur          | Glénat Benelux           | 2011 | ISBN 978-90-6969-933-2 |
| 4  | англійська    | Blue Is the Warmest Colour        | Arsenal Pulp Press       | 2013 | ISBN 978-1551525143    |
| 5  | португальська | Azul é a cor mais quente          | Martins Fontes           | 2013 | ISBN 978-85-8063-125-8 |
| 6  | німецька      | Blau ist eine warme Farbe         | Splitter-Verlag          | 2013 | ISBN 978-3-86869-695-0 |
| 7  | італійська    | Il blu è un colore caldo          | Rizzoli Lizard           | 2013 | ISBN 978-88-17-06993-9 |
| 8  | шведська      | Blå är den varmaste färgen        | Minuskel                 | 2013 | ISBN 978-91-637-8736-2 |
| 9  | норвезька     | Blå er den varmeste fargen        | Minuskel                 | 2013 | ISBN 978-82-92796-21-4 |
| 10 | грецька       | Το Μπλε είναι το πιο Ζεστό Χρώμα  | ΚΨΜ                      | 2013 | ISBN 978-96-0675-084-7 |
| 11 | російська     | Синий — самый теплый цвет         | Бертельсманн             | 2013 | ISBN 978-5-88353-578-8 |
| 12 | корейська     | Paransaegeun ttatteuthada         | Open Books – Mimesis     | 2013 | ISBN 979-11-5535-003-4 |
| 13 | перська       | Abi garmtarin rang ast            | Nashr-i Nākujā           | 2014 | ISBN 978-2-36612-312-8 |
| 14 | китайська     | Lan se shi zui wen nuan de yan se | Da la – dala comic       | 2014 | ISBN 978-986-6634-37-6 |
| 15 | японська      | Burū wa atsui iro                 | Dīyūbukkusu              | 2014 | ISBN 978-4-907583-05-7 |
| 16 | польська      | O Azul é uma Cor Quente           | Arte de Autor            | 2016 | ISBN 978-989-99674-2-7 |

## Екранізація

Український постер фільму

Екранізація від Абделатіфа Кешиша, з акторками Адель Екзаркопулос та Леа Сейду в головних ролях, вийшла 2013 року під назвою Життя Адель.
Фільм, як і комікс, отримав позитивне визнання критиків; кілька нагород, включаючи Золоту пальмову гілку на Каннському кінофестивалі 2013 року.
Хоч перші дві третини фільму схожі (попри перейменування Клементини в "Адель") на першоджерело, кінцівка все-таки відрізняється від коміксу, в якій Адель все ще жива, і дві коханки розлучилися через дещо та отримали непримиренні стосунки між собою.